# Кощеев, Евстафий Евсеевич
Евстафий Евсеевич Кощеев (1898—1962) — генерал-майор Советской Армии, участник Первой мировой и Гражданской войны, польского похода и Великой Отечественной войны.

## Биография
Евстафий Кощеев родился 24 сентября 1898 года в селе Залесье (ныне — Чечерский район Гомельской области Белоруссии). В 1916 году он был мобилизован рядовым в царскую армию. Участвовал в боях Первой мировой войны на Румынском фронте. После Октябрьской революции пошёл на службу в Рабоче-крестьянскую Красную Армию. Участвовал в боях Гражданской войны.
В 1923 году Кощеев окончил военно-политическое училище, после чего служил на партийных должностях в кавалерийских частях. В 1931 году он окончил Военно-политическую академию и работал редактором отдела политической работы в журнале «Военный вестник». С 1933 года находился на преподавательской работе в Военной академии имени М. В. Фрунзе, был старшим инструктором политотдела, военным комиссаром курсы основного факультета, преподавателем истории партии.
В 1939 году Кощеев был направлен на должность заместителя начальника политуправления Киевского особого военного округа. В этом качестве он участвовал в польском походе Красной Армии и встретил начало Великой Отечественной войны. Во время ожесточённых боёв на Украине летом-осенью 1941 года бригадный комиссар Евстафий Кощеев занимал должность начальника окружного политуправления, а затем временно исполнял обязанности командующего Киевским военным округом вплоть до расформирования последнего.
С сентября 1941 года Кощеев служил начальником политотдела 4-й армии. В марте 1942 года он был снят с должности и назначен военным комиссаром штаба Крымского фронта. После эвакуации советских войск с Крымского полуострова Кощеев стал заместителем начальника политуправления сначала Северо-Кавказского, а затем Сталинградского фронтов. В августе 1943 года он был переведён на должность начальника политотдела 5-й ударной армии. Принимал участие в освобождении Украинской и Молдавской ССР, Румынии, Польши, боях в Германии.
В апреле 1946 года Кощеев был переведён на должность заместителя начальника политуправления Управления планирования боевой подготовки Сухопутных войск МВС СССР, а в июне 1948 года — заместителя по политчасти начальника Управления вузов стрелковых войск Сухопутных войск МВС СССР. В августе 1950 года в звании генерал-майора Кощеев вышел в отставку. Проживал в Киеве. Умер 19 марта 1962 года, похоронен на Лукьяновском военном кладбище Киева.

## Награды
- Орден Ленина;
- Четыре ордена Красного Знамени;
- орден Суворова 2-й степени;
- Орден Отечественной войны 1-й и 2-й степени;
- орден Красной Звезды;
- Медали;
- иностранный орден[1][3].